# 枋寮鄉
枋寮鄉（臺灣客家語饒平腔：biongˇ liau hiongˇ，南四縣腔：biongˊ liauˇ hiongˊ）位於臺灣屏東縣西部中段偏南，屏東平原的南端。北隔力力溪與新埤鄉為界，西北毗佳冬鄉，西南濱臺灣海峽，東北鄰來義鄉，東臨春日鄉，南接枋山鄉。
枋寮鄉地處屏東平原與恆春半島的交會點，經濟產業主要有農業、漁業、觀光業，農業特產有蓮霧與芒果，尤以前者為主，後者種植地區多分布在近山地區。漁業活動主要分布於海岸地帶，並以近海、沿岸漁業較為興盛。交通方面上，其位居台1線（屏鵝公路）與台17線（高屏沿海公路）之交會點，西部縱貫線與南迴線的交會處，使其成為重要交通樞紐。

## 歷史
早期枋寮鄉東方、南方為擁有許多天然林木的傀儡山，清代康熙年間漳州人至此開墾時，以伐木鋸板搭寮為生，故名「枋寮」或「板寮」。拓墾初期，清廷為採軍船用材，樵匠至此筏木並築寮至材，以船接運中國，為一軍匠屯聚之處。而在1764年的《重修鳳山縣志》中，已有「枋寮街」一詞的記載。
雍正九年（1731年），清廷在萬丹（今屏東縣萬丹鄉）增設縣丞駐守，管轄「淡水、枋寮口」等處。同時將下淡水巡檢駐守的地方調到大崑麓（今屏東縣枋寮鄉大庄村）
清代年間本地隸屬福建省由台南府鳳山縣管轄設總理一人辦理行政，日治時代後，明治二十九年（1896年）本鄉成立水底寮庄、北勢寮庄、北旗尾庄，每庄設總理一人治理政事，到了明治三十二年（1899年）將三庄的總理制度廢止改設區長，置其辦事處於枋寮及水底寮，隔年三月施行保甲制度，聯合甲置於水底寮。1920年，實施地方制度改正，枋寮庄屬高雄州潮州郡。枋寮庄分為枋寮、番子崙、大庄、水底寮、北旗尾、新開、內寮、大響營等8個大字。
1945年臺灣由中華民國接管後，枋寮庄改為「枋寮鄉」，屬高雄縣潮州區。1950年，調整行政區域，屏東立縣，與高雄縣分治，枋寮鄉改隸屏東縣。

## 人口
根據屏東縣枋寮戶政事務所統計，2024年底枋寮鄉戶數約8.8千戶，人口約2.3萬人，鄉內人口最多與最少的村分別是隆山村與玉泉村，2024年底兩村人口分別為4,780人與475人。

## 政治

### 歷任首長
| 任次 | 姓名   | 備註 |
| ---- | ------ | ---- |
| 1    | 陳載吉 |      |
| 2    | 陳春田 |      |
| 3    | 謝順益 |      |
| 4    | 謝順益 |      |
| 5    | 陳載吉 |      |
| 6    | 陳載吉 |      |
| 7    | 蕭月照 |      |
| 8    | 葉榮貴 |      |
| 9    | 葉榮貴 |      |
| 10   | 吳良興 |      |
| 11   | 吳照雄 |      |
| 12   | 陳軍國 |      |
| 13   | 吳照雄 |      |
| 14   | 吳照雄 |      |
| 15   | 陳訓宗 |      |
| 16   | 陳訓宗 | 停職 |
| 代理 | 林豐精 |      |
| 17   | 盧文信 |      |
| 18   | 陳亞麟 | 停職 |
| 代理 | 黃道東 |      |
| 18   | 陳亞麟 | 復職 |
| 19   | 洪茂豐 |      |

### 鄉政組織
枋寮鄉公所是枋寮鄉最高層級的地方行政機關，在中華民國政府架構中為鄉自治的行政機關，同時負責執行縣政府及中央機關委辦事項。枋寮鄉的自治監督機關為屏東縣政府。鄉長由全體鄉民直接選舉產生，任期為四年，可連選連任一次。枋寮鄉公所並置鄉政會議，為鄉政最高決策機構，在鄉長之下，設有5課3室等8個內部單位及3個附屬機關。
枋寮鄉民代表會是枋寮鄉的最高民意機關，代表枋寮鄉全體鄉民立法和監察鄉政。鄉民代表由公民直選選出，任期為四年，可連選連任。枋寮鄉民代表會共有11位鄉民代表，分別為第一選區5席鄉民代表、第二選區4席鄉民代表、第三選區2席鄉民代表，主席、副主席由11位鄉民代表互選產生。

### 行政區
現今枋寮鄉行政範圍的確立，來自於1920年，日本將臺灣十二廳改為五州二廳，設枋寮庄屬高雄州潮州郡。枋寮庄轄枋寮、番子崙、大庄、水底寮、北旗尾、新開、內寮、大響營等8個大字。1945年，改為「枋寮鄉」，屬高雄縣潮州區。1950年，調整行政區域，枋寮鄉改隸新成立的屏東縣。
枋寮鄉的行政區劃轄有枋寮村、保生村、中寮村、安樂村、隆山村、天時村、地利村、人和村、內寮村、新開村、東海村、大庄村、新龍村、太源村、玉泉村等15個村，共計331個鄰。
| 枋寮鄉行政區劃 |
| 玉 泉 村 太 源 村 東海村 大庄村 新龍村 地利村 天時村 人和村 新 開 村 ——內寮村 ↓ 枋寮村 隆 山 村 安樂村——— 中寮村——— 保生村 |

### 警政單位
- 屏東縣政府警察局枋寮分局[9]

## 教育

### 高級中等學校
- 屏東縣立枋寮高級中學

### 國民中學
- 屏東縣立枋寮高級中學附設國民中學

### 國民小學
- 屏東縣枋寮鄉東海國民小學
- 屏東縣枋寮鄉僑德國民小學
- 屏東縣枋寮鄉太源國民小學(109學年度起停辦，併入枋寮鄉東海國民小學)
- 屏東縣枋寮鄉建興國民小學

## 交通

### 公路
省道
- 台1線（屏鵝公路）
- 台17線（西濱公路）

縣道
- 縣道185號（沿山公路）

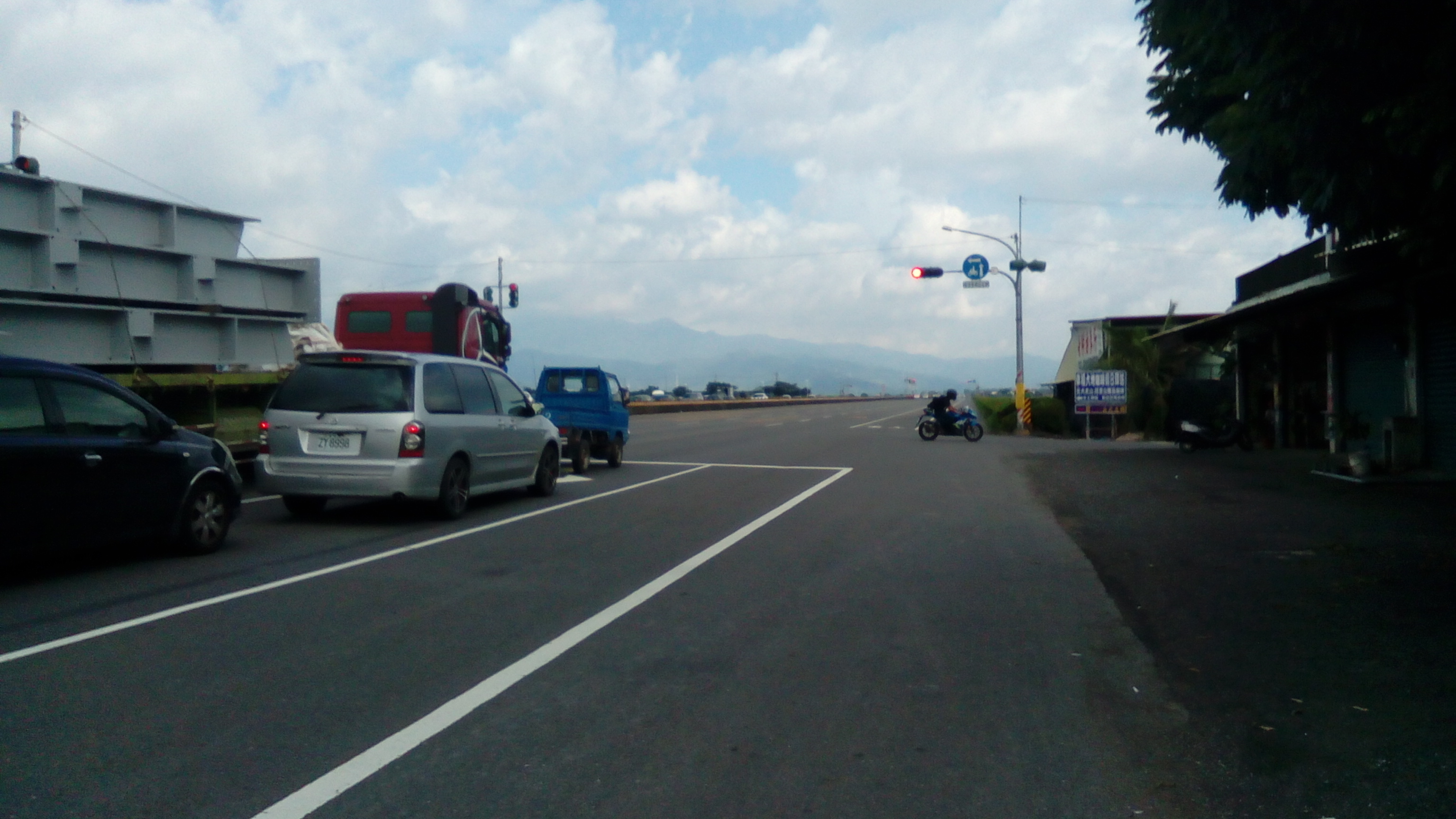
枋寮戰備跑道

- 縣道198號：水底寮至新開路線並銜接縣道185號，目前已公告解編。

鄉道
- 屏132線
- 屏134線
- 屏136線
- 屏142線
- 屏144線
- 屏146線

### 鐵路

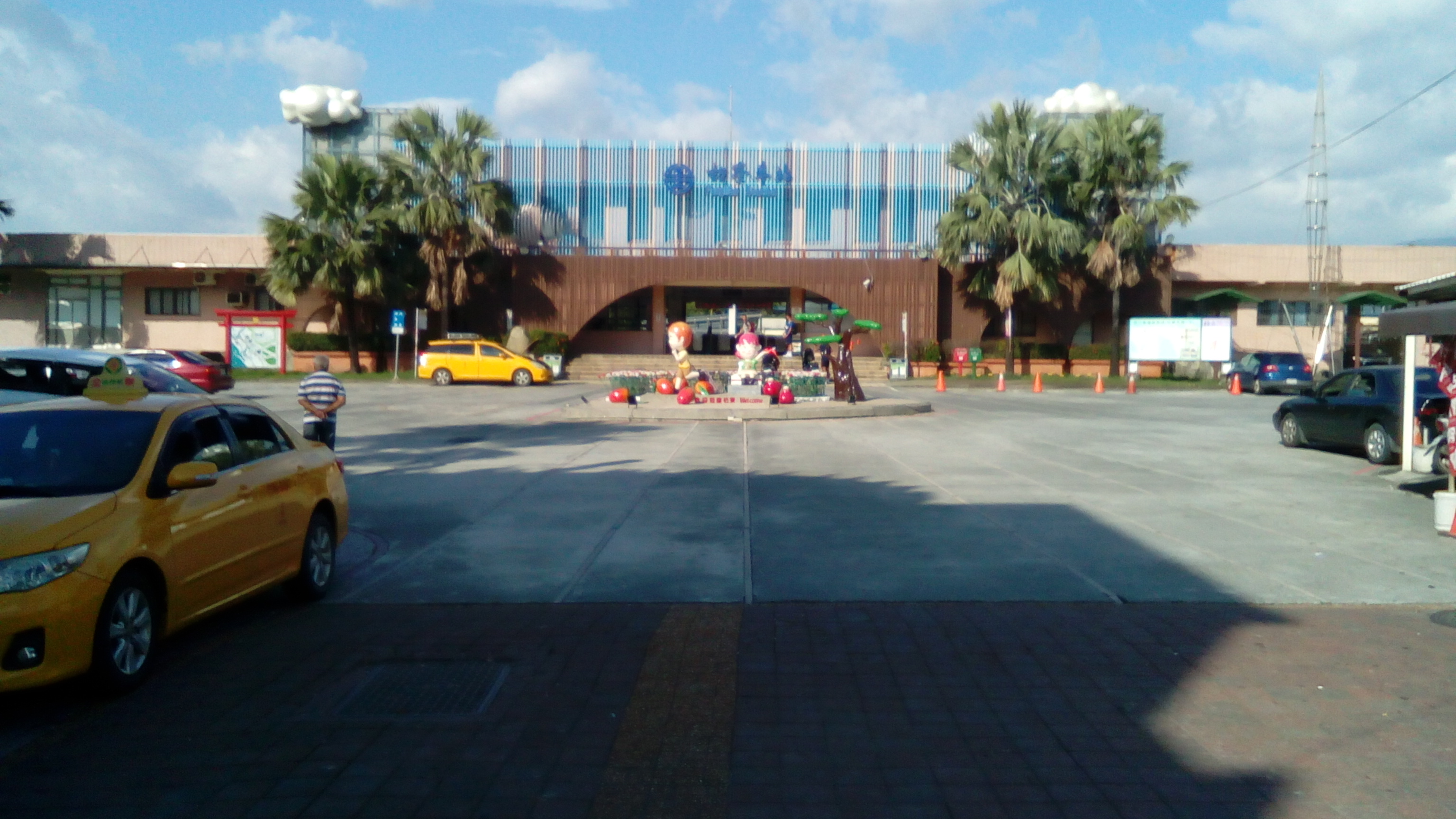
新建之枋寮火車站

臺灣鐵路公司
- 屏東線：東海車站 - 枋寮車站
- 南迴線：枋寮車站

### 客運
- 屏東客運
- 高雄客運
- 國光客運枋寮站

### 公共自行車
YouBike2.0系統於2023年2月1日正式營運，截至2025年5月23日於枋寮鄉境內設置5處站點。

## 文化資產
枋寮高中讀步枋寮人文課程，介紹本鄉獨特的歷史文化資產，以下資料依照課程內容排版補充。
- 清帝國時期

1. 浸水營古道(三條崙古道):
2. 石頭營聖蹟亭(清官兵開山撫番修闢三條崙古道駐紮地點，開山陣亡病歿官兵葬於「忠英祠」)
3. 枋寮德興宮：主祀天上聖母，創立於1830年。每年農曆3月23日舉行繞境廟會活動、農曆正月15日元宵節晚上媽祖夜巡枋寮庄內以及元宵節乞龜活動。
4. 北勢寮保安宮：主祀保生大帝，創立於1785年。每年農曆3月15日舉行繞境廟會活動、農曆5月2日舉行白鶴季活動。
5. 水底寮南海岩建興寺：主祀觀音佛祖，創立於1834年。原為天公廟，其觀音延靈自大崗山超峰寺。
6. 大武力福德宮：創立於1767年，主祀的福德正神相傳是位風水師。
7. 水底寮廣澤府五龍寺
8. 枋寮龍安寺
9. 保安萬靈宮:新龍村的有應公廟。一旁有日治時期萬善同歸之墓。
10. 白軍營淮軍義塚：祭祀「白軍營公」，是大龜文酋邦與大清帝國爆發獅頭社之役中，在臺灣戰歿、病歿的淮軍官兵，淮軍於作戰期間捐軀、病故者多達1918人。(「白軍營主帥王大人」的王開俊，另祀王太帥鎮安宮，位在枋山鄉南勢湖。《鳳山縣采訪冊》記載亡故的淮軍分葬在枋寮白軍營淮軍義塚及鳳山縣城外北門的武洛塘山昭忠祠及祠東的淮軍義地，內計一百九十一塚，共葬勇柩一千一百四十九具。鳳山淮軍昭忠祠及淮軍義地考證 （页面存档备份，存于）)
11. 水底寮古厝群
12. 東海村古厝群
13. 內寮忠神廟（林萬掌傳奇）

- 日本治台時期

1. 乃木希典將軍上陸紀念碑
2. 枋寮武德殿:
3. 石頭營二戰日軍要塞遺址:2020年被光電廠開發破壞遺址。

- 中華民國時期

1. 新龍宮：又稱枋寮孔廟，由大陳人以孔廟名義建立的五顯大帝廟。
2. 枋寮基督教會遺址:新龍村舊教堂，由大陳人建立的教會，居民搬遷後留下遺址。
3. 枋寮東龍宮:主祀田中綱常
4. 基督教長老教會
5. 枋寮鄉召會
6. 藍皮解憂號
7. 一冊大木家屋

## 旅遊景點

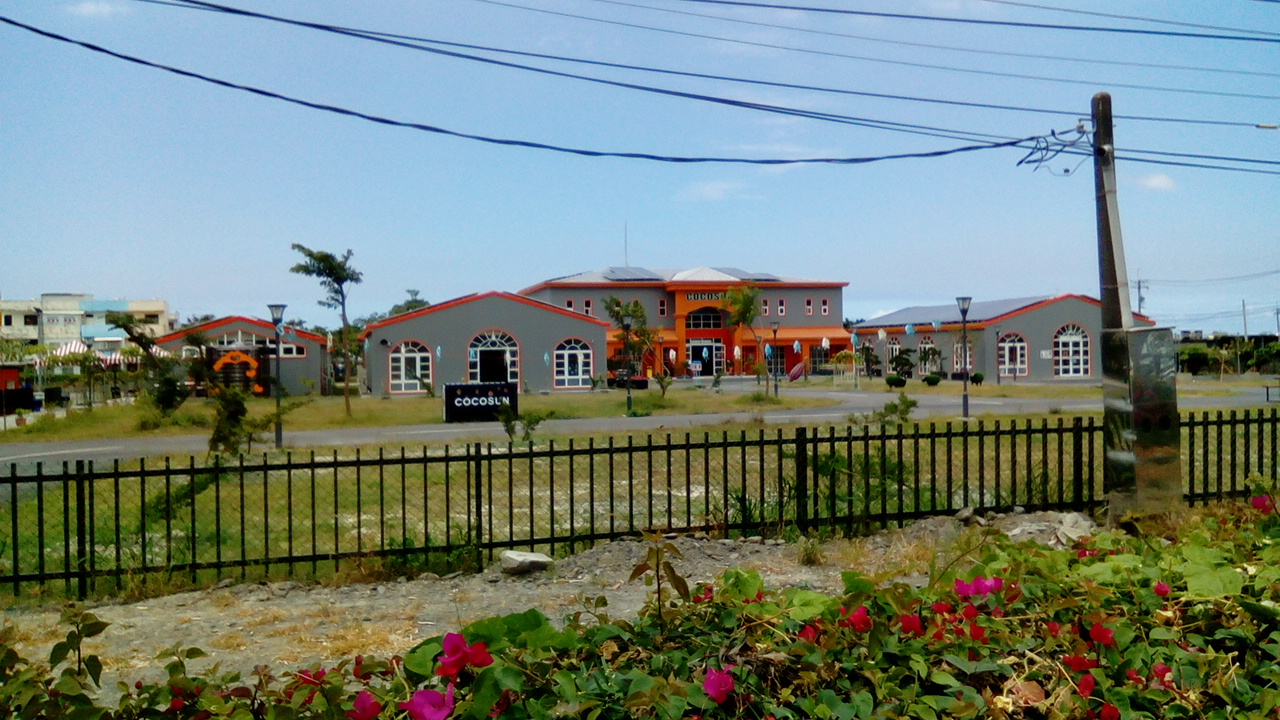
枋寮可茵山可可莊園

- 枋寮漁港休閒碼頭
- 枋寮漁港情人橋
- 阮家茶坊天空餐廳
- 可茵山可可莊園
- 椰們海景餐廳Pi coconut
- 枋客文旅
- 藍皮意象館
- 百生枋寮藝術村

### F3藝文特區
枋寮藝術村「建村」歷史，與枋寮當地人文，以及火車站發展息息相關。1996年，枋寮地區一群懷抱開創藝文環境理想的年輕人，他們有的是出國學藝後，準備好好回饋家鄉，現任職屏東教育大學的林右正老師，就是其中關鍵人物。還有致力地方美學教育多年的藝術家，「鄉音美術會」是其中最具代表性團體，如今它已轉型為「枋寮藝文發展協會」，而且長期進駐枋寮藝術村。
至於枋寮藝術村本體建築，則是利用火車站老舊鐵路員工宿舍整修，使閒置空間再行利用。話說從頭，2001年文建會推出「閒置空間再利用」政策，枋寮生活文化促進會順勢提出利用枋寮火車站周邊的閒置空間計畫，豐富的藝術環境改造內容，獲得文建會肯定與補助，各級地方政府也全力促成此項計畫，枋寮終於開啟一口最重要的「藝術之窗」。
枋寮藝術村於2002年12月納入鐵道藝術網絡計畫；該站也從早期以「枋寮鄉F3特區經營管理委員會」及「枋寮生活文化促進會」為經營單位，於2005年由經營管理至今。
枋寮藝術村成立後，廣邀各類藝術家及社團進駐，目前已有石雕、木雕、紙雕、鐵雕、版畫、馬賽克、音樂、裝置藝術、皮雕等等藝術家與社團駐村，希望打造有特色的藝術村。其中擅長偶戲的黃明道老師，熱切投入的表演藝術，內涵無盡的熱力與創意，如今即使黃老師驟逝，藝術村熱鬧的偶戲劇場，還是讓遊客回味再三。
2020年枋寮藝術村已正式廢村。因為未知的因素，導致屏東縣政府文化處不願意續約，而鄉公所也沒有經費可以承接，於是枋寮F3藝文特區正式走入歷史。

## 特產
- 黑珍珠蓮霧
- 芒果
- 魩仔魚
  - 魩仔魚煎
- 龍膽石斑
- 飯湯

## 外部連結
- 枋寮鄉公所（繁體中文）（页面存档备份，存于）